# Razbojište
Razbojište  je naselje u Hrvatskoj, regiji Slavoniji u Osječko-baranjskoj županiji i pripada općini Podgorač.

## Zemljopisni položaj
Razbojište se nalazi na 112 metara nadmorske visine u području gdje sjeverni obronci Krndije prelaze u nizinu istočnohrvatske ravnice. Selo se nalazi na državnoj cesti D515 Našice D2 - Đakovo D7. Susjedna naselja: sjeverozapadno Podgorač, zapadno Ostrošinci, sjeverno Bijela Loza, sjeveroistočno Budimci, a istočno Bračevci i jugoistočno Bučje Gorjansko naselja u susjednoj općini Drenje. Pripadajući poštanski broj je 31433 Podgorač, telefonski pozivni 031 i registarska pločica vozila NA (Našice). Površina katastarske jedinice naselja Razbojište je 5,89 km·102.

## Stanovništvo
| broj stanovnika | 338   | 399   | 327   | 453   | 432   | 671   | 612   | 659   | 603   | 548   | 545   | 475   | 406   | 414   | 354   | 283   | 258   |
|                 | 1857. | 1869. | 1880. | 1890. | 1900. | 1910. | 1921. | 1931. | 1948. | 1953. | 1961. | 1971. | 1981. | 1991. | 2001. | 2011. | 2021. |

Prema prvim rezultatima Popisa stanovništva 2011. u Razbojištu je živjelo 286 stanovnika u 89 kućanstva.

## Religija
U selu se nalazi rimokatolička crkva Sv. Ivana Krstitelja koja pripada katoličkoj župi Sv. Nikole Biskupa u Podgoraču i našičkom dekanatu Požeške biskupije. Crkveni god (proštenje) ili kirvaj slavi se 24. lipnja.

## Obrazovanje i školstvo
U selu se nalazi škola do četvrtog razreda koja radi u sklopu Osnovne škole Hinka Juhna u Podgoraču.

## Šport
Nogometni klub Vuka Razbojište natječe se u sklopu 3. ŽNL Liga NS Našice.

## Ostalo
- Dobrovoljno vatrogasno društvo Razbojište.
- Udruga za očuvanje starih običaja "Ancikredla" Razbojište

## Vanjska poveznica
- http://www.podgorac.hr/